# Didymodon recurvifolius
Didymodon recurvifolius là một loài rêu trong họ Pottiaceae. Loài này được (Taylor) Wilson mô tả khoa học đầu tiên năm 1855.